# Pterocarpus zehntneri
Pterocarpus zehntneri är en ärtväxtart som beskrevs av Hermann August Theodor Harms. Pterocarpus zehntneri ingår i släktet Pterocarpus och familjen ärtväxter. Inga underarter finns listade i Catalogue of Life.